# Super Stars
『Super Stars』（SUPER STARS BY LESLIE KEE）は、2006年秋に発表された写真家レスリー・キーによる写真集。

## 解説
- 2004年に起こったスマトラ沖地震の被災者救援のためにレスリー・キーが”Asia is one.”の精神のもと、アジアの300人ものスターたちが協力し完成されたものである。
- レスリー・キー自身によるチャリティー目的の自費出版で、1万部限定で印刷され、そのうち3千部は写真集制作の協力者に配られた。1冊の売り上げにつき20米ドルが直接ワールド・ヴィジョン・シンガポールに送られる。
- この写真集はページの側面にゴールドのコーティングが施されている。
- この写真集には上半身裸、全裸等、ヌード写真も多く含まれている。
- この写真展が東京（表参道ヒルズ）、香港で開催された。翌2007年2月には大阪（大阪アメニティパーク）でも開催されている。
- 表紙はレスリー・キー自身が最も尊敬するアーティスト・松任谷由実である。

## 構成
この写真集は50のパートに分けられており、松任谷由実が序言、坂本龍一があとがきを書いている。
各パートに言葉を添えて写真が載っている参加者アーティストは以下の通り。
- 序言： 松任谷由実
- 1. Journey / 中田英寿
- 2. 栃東
- 3. 中村獅童
- 4. 桃井かおり
- 5. Regrets / 石田純一
- 6. ジョニー・グエン（Johnny Tri Nguyen）
- 7. Survival / 山本KID徳郁
- 8. Sacrifice / ロイ・チウ（邱澤、Roy Chiu Tse）
- 9. Sense / UA
- 10. Freedom / 坂本龍一
- 11. チェン・ボーリン（陳柏霖、Chen Bo Lin）
- 12. フー・ジュン（胡軍、Hu Jun）
- 13. Power / 押尾学
- 14. Youth / Kj
- 15. チェ・ジウ
- 16. 宮沢和史
- 17. 陸毅（Lu Yi）
- 18. スー・チー（舒淇、Shu Qi）
- 19. 杏里
- 20. ディック・リー（李迪文、Dick Lee）
- 21. Wave / 中村竜
- 22. レオン・カーファイ（梁家輝、Tony Leung Ka Fai）
- 23. カリーナ・ラウ（劉嘉玲、Carina Lau Kar-Ling）
- 24. Art / 浅野忠信
- 25. エディソン・チャン（陳冠希、Edison Chen）
- 26. トニー・ジャー（Tony Jaa）
- 27. Revolution / 浜崎あゆみ
- 28. 李銘順（Christopher Lee）
- 29. 内田有紀
- 30. ワン・リーホン（王力宏、Leehom Wang）
- 31. Breath / 小泉今日子
- 32. マギー・Q（李美琪、Maggie Q）
- 33. 北島康介
- 34. 山口小夜子
- 35. 松任谷由実
- 36. Love / My Little Lover
- 37. 山本耕史
- 38. フェイ・ウォン（王菲、Faye Wong）
- 39. 北村道子
- 40. サミー・チェン（鄭秀文、Sammi Cheng Sau-Man）
- 41. ライアン・チャン（Ryan Chan）
- 42. Dreams / ダルビッシュ有
- 43. Family / ペ・ヨンジュン
- 44. 今井美樹
- 45. Fashion / 藤原ヒロシ
- 46. 滝川クリステル
- 47. チャン・ツィイー（章子怡、Zhang Ziyi）
- 48. ティエン・リャン（田亮、Tian Liang）
- 49. デヴォン青木（Devon Aoki）
- 50. 松任谷正隆
- あとがき： 坂本龍一

## その他主な参加アーティスト
秋山成勲、安室奈美恵、伊勢谷友介、今井マサキ、ウエンツ瑛士、内田有紀、大江千里、大黒摩季、

大塚愛、神田うの、神田昇二郎、吉川晃司、木村カエラ、清春、CHEMISTRY、工藤静香、桑田尚樹、

窪塚洋介、久保田裕之、KEIKO、小池徹平、倖田來未、高良健吾、小室哲哉、酒井法子、島谷ひとみ、

清水宏保、杉本彩、鈴木亜美、須藤元気、瀬戸春樹、TAKURO、武田幸三、玉山鉄二、妻夫木聡、

堤真一、TRF、T.M.Revolution、戸塚慎、中村譲、成宮寛貴、西村晃一、長谷川ヒロミ、一青窈、hitomi、平原綾香、

平山祐介、藤原紀香、BoA、前川泰之、前園真聖、槇原敬之、松田龍平、森山開次、山根和馬、

RIKIYA、和田アキ子、渡部篤郎、渡辺美里

アンディ・ホイ（許志安）、アーロン・クォック（郭富城、Aaron Kwok Fu-Sing）、アレックス・フォン（方力申、Alex Fong）、

アンドリュー・リン（Andrew Lian Kai）、Blackie Chen Jian-Zhou、グオ・シャオドン（郭小冬、Guo Xiao-Dong）、

Jemy Dayrit、イ・ビョンホン（李炳憲、Lee Byung-Hun）、ショーン・ユー（余文楽、Shawn Yue Man-Lok）、

テレンス・イン（Terence Yin Chi-Wai）、Remi Bouvier、ビクター・ホワン（黄品冠、Victor Huang Wei-De）など。